# 할림
할림(구자라트어: હલીમ, 벵골어: হালিম, 우르두어: حلیم, 칸나다어: ಹಲೀಮ್, 타밀어: கலீம், 텔루구어: హలీమ్, 펀자브어: ਹਲੀਮ, 페르시아어: هلیم, 힌디어: हलीम)은 남아시아와 중동, 중앙아시아의 고기와 곡물 스튜이다. 특히 인도와 파키스탄, 방글라데시 등 남아시아의 무슬림(이슬람교도)이 라마단과 무하람 기간에 즐겨 먹는다.

## 사진

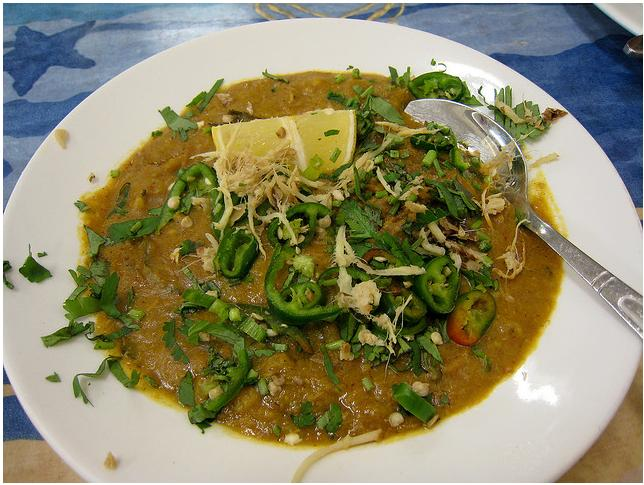
하이데라바드 할림
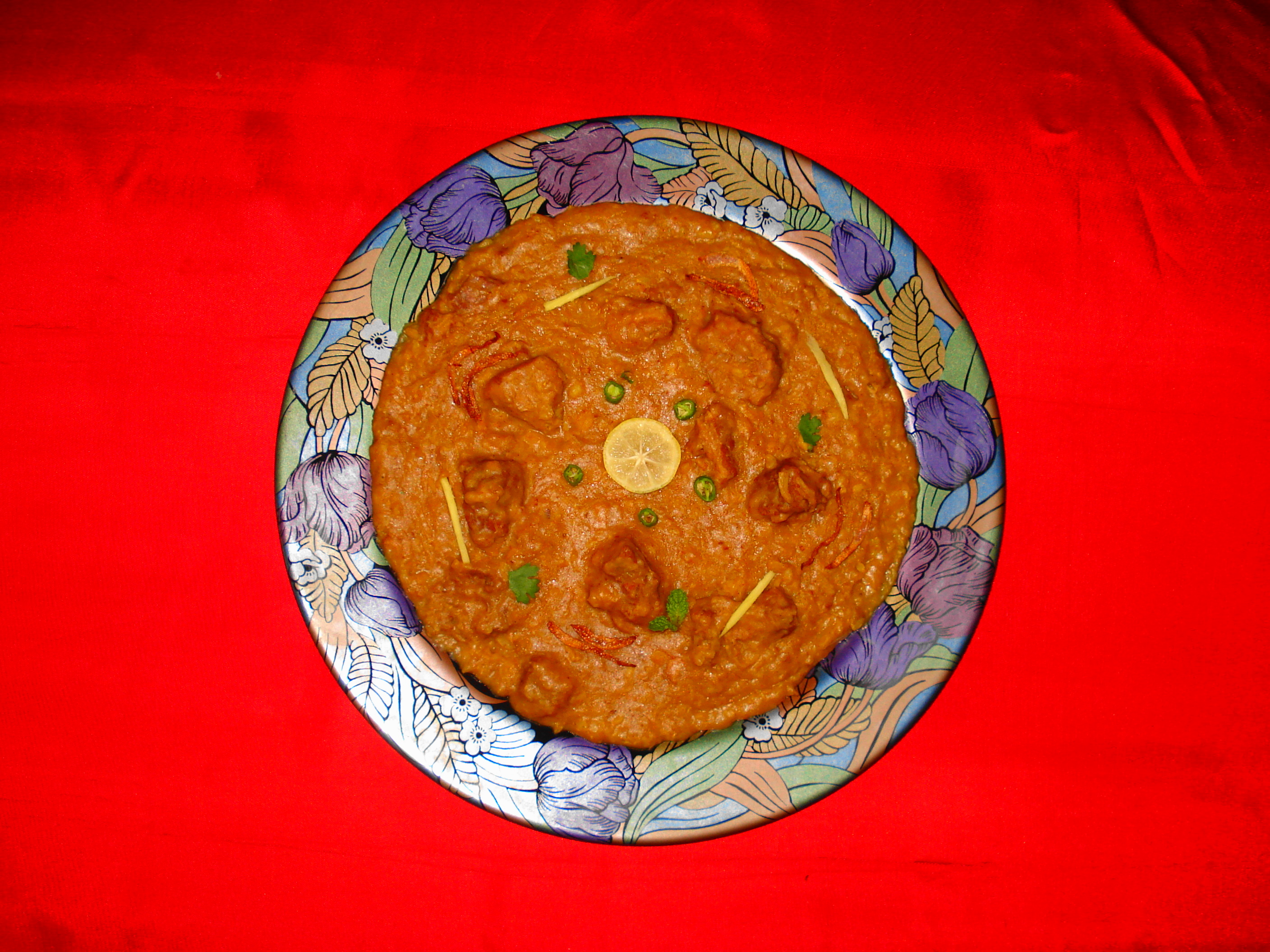
키치라

## 같이 보기
- 케슈케크
- 키치라
- 하리스